# La Montagne (Haute-Saône)
La Montagne é uma comuna francesa na região administrativa de Borgonha-Franco-Condado, no departamento de Alto Sona. Estende-se por uma área de 12,61 km². Em 2010 a comuna tinha 233 habitantes (densidade: 18,5 hab./km²).